# Erzbistum Marseille
Das Erzbistum Marseille (lateinisch Archidioecesis Massiliensis) ist ein in Südfrankreich gelegenes Erzbistum der römisch-katholischen Kirche in Frankreich mit Sitz in Marseille. Es umfasst das Gebiet des Arrondissements Marseille.

## Geschichte
Angeblich schon im 1. Jahrhundert erfolgte die Gründung eines Bischofssitzes in Marseille. Der erste namentlich bekannte Bischof war der urkundlich im Jahr 314 erwähnte Oresius. Im Jahr 417 wird das Bistum Marseille Teil der Kirchenprovinz Arles. Das Kloster Saint-Victor war von 750 bis 960 die Residenz der Bischöfe von Marseille. Um 1150 entstand die Kathedrale Notre Dame de la Major im Stil der provencalischen Romanik. Von 1801 bis 1822, währenddessen das Konkordat von 1801 in Kraft war, war das Bistum vorübergehend in das Erzbistum Aix inkorporiert. In den Jahren zwischen 1852 und 1893 entstand neben der alten Bischofskirche die im neobyzantinischen Stil erbaute neue Kathedrale Sainte Marie Majeure. Sie besitzt zwei kuppelgekrönte Türme sowie eine 16 Meter hohe Vierungskuppel.
Im Jahr 1948 erfolgte die Erhebung zum immediaten Erzbistum; 2002 die Erhebung zum Metropolitanbistum mit sieben Suffragansitzen. Die Kirchenprovinz Marseille umfasst folglich das Erzbistum Marseille und die Suffraganbistümer
- Erzbistum Aix
- Bistum Ajaccio
- Erzbistum Avignon
- Bistum Digne
- Bistum Fréjus-Toulon
- Bistum Gap
- Bistum Nizza

## Einzelnachweise

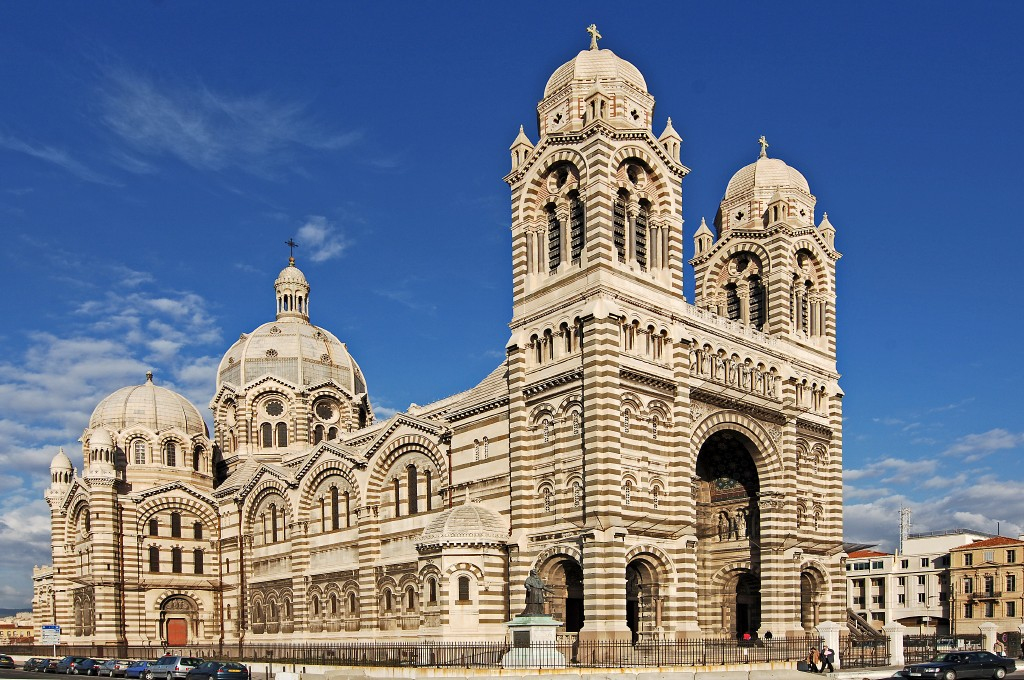
Kathedrale Sainte-Marie-Majeure in Marseille